# تیلبری شرقی
تیلبری شرقی (به انگلیسی: East Tilbury) یک روستا در بریتانیا است که در East Tilbury واقع شده‌است.